# Santo (presidente)
Flávio Santo (em latim: Flavius Sanctus) foi um oficial romano ativo em meados do século IV. Possivelmente era parente do cônsul homônimo que esteve ativo em 269. Segundo informações contidas na obra de Ausônio, se sabe que exerceu função de presidente no "campo Rutupino", interpretado pelos autores da Prosopografia do Império Romano Tardio como sendo a Britânia, embora seja possível associar o termo à Rutúpias, na Máxima Cesariense.
Em data desconhecida, Flávio Santo casou-se com Nâmia Pudentila, a cunhada de Ausônio, e teve com ela um filho de nome desconhecido. Ele deixou sob os cuidados de sua esposa a administração de sua propriedade, porém ela faleceria antes dele. Se sabe que Santo faleceu aos 90 anos, embora o ano seja incerto.